# 劳伦斯·斯特恩
劳伦斯·斯特恩（Laurence Sterne，1713年11月24日—1768年3月18日），英国感伤主义小说家。斯特恩生于爱尔兰，后就读于剑桥大学。1738至1759年是约克郡的牧师。1759年发表了成名作《特·项狄的生平与见解》（或译《项狄传》）第1、2卷。1761年发表《项狄传》第3至6卷，多位作家攻击其为不道德的作品。1767年完成了第9卷。1768年发表《感伤旅行》。在伦敦时，他结识了伊丽莎白·德雷珀夫人，他给她写了多篇信件。

## 早年生活与教育
劳伦斯·斯特恩出生在爱尔兰蒂珀雷里郡的克朗梅尔。